# راتب

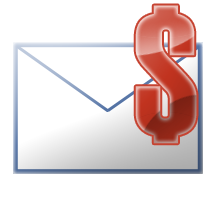

الراتب هو الأجر الذي يتقاضه الشخص العامل من الجهة التي يعمل بها سواء كان العمل في القطاع الحكومي أو القطاع الخاص. وتختلف الرواتب من دولة إلى أخرى، حيث يلعب اقتصاد الدولة دورآ مهمآ بقوة الرواتب وضعفها.
وكذلك الشركات والمؤسسات العاملة في دولة ما، إذ تخضع للاقتصاد وقوته. وعاده يصرف الراتب للعاملين في القطاعين الحكومي والخاص بعد مضي ثلاثون يوم. وتوجد دول قليلة تمنح موظفيها رواتبهم بصورة يومية أو بصورة اسبوعية. وفي اغلب الدول، يزيد دخل الموظف (الراتب) كل عام كما يزيد الراتب أيضا حين تتم ترقية الموظف للمرتبة التي تلي مرتبته.

## وصلات خارجية
- سلم الرواتب بالمملكة العربية السعودية.